# Soricomys montanus
Soricomys montanus — гризун із роду Soricomys, що мешкає на острові Лусон на півночі Філіппін. Було виявлено, що цей вид поширений у високих горах Центральних Кордильєр (гора Дата, гора Пулаг і гора Амуяо) на висоті 1800–2690 метрів. Він був виявлений у районах злегка або сильно порушених мохових лісів, але відсутній там, де домінує сосновий ліс, а також у районах, поширених сільським господарством. S. montanus активний як вдень, так і вночі, причому в його раціоні багато дощових черв'яків і членистоногих. У районах навколо гори Амуяо було виявлено, що він зустрічається разом з одинадцятьма іншими видами: Archboldomys maximus, Crocidura grayi, Apomys datae, A. musculus, Batomys granti, Bullimus luzonicus, Chrotomys silaceus, C. whiteheadi, Musseromys sp., Rattus everetti і Rhynchomys soricoides. Це єдине місце, де відомо, що Archboldomys і Soricomys зустрічаються разом.